# Unidas Podemos
Unidas Podemos, раніше називався Unidos Podemos («Об'єднані ми можемо») — лівий виборчий альянс, утворений Подемос, Об'єднаними лівіми, Equo та іншіми лівими партіямі в травні 2016 року, спочатку для участі в загальних виборах в Іспанії 2016 року. Офіційна попередня угода Альянсу була оголошена 9 травня 2016 року після тижнів переговорів. Вона переоформлена в жіночу форму свого імені перед іспанськими загальними виборами 2019 року.